# دیانوپولیس
دیانوپولیس (به پرتغالی: Dianópolis) یک منطقهٔ مسکونی در برزیل است که در توکانتینس واقع شده‌است. دیانوپولیس ۳٫۲۱۷٬۱۷۹ کیلومتر مربع مساحت و ۲۲٬۴۲۴ نفر جمعیت دارد و ۷۲۰ متر بالاتر از سطح دریا واقع شده‌است.